# Giacomo Ricci (calciatore)
Giacomo Ricci (Livorno, 2 settembre 1996) è un calciatore italiano, difensore del Benevento.

## Caratteristiche tecniche
È un terzino sinistro.

## Carriera
Inizia a giocare a calcio nel settore giovanile del Livorno, che il 22 gennaio 2015 lo cede in prestito all'AltoVicentino, in Serie D. Nel 2015 viene tesserato dal Parma, ammesso in sovrannumero in Serie D, dopo il fallimento avvenuto nei mesi precedenti. A fine stagione vince il campionato, aggiudicandosi la promozione in Lega Pro. Il 6 luglio 2017 si trasferisce a titolo temporaneo al Pro Piacenza. Dopo aver rinnovato l'accordo con il Parma fino al 2022, il 18 luglio 2018 passa in prestito alla Carrarese, in Serie C. Il 28 agosto 2019 passa alla Juve Stabia, sempre con la formula del prestito. Esordisce in Serie B il 26 ottobre contro lo Spezia, subentrando al 65' al posto di Salvatore Elia. Al termine della stagione torna al Parma, venendo aggregato all'organico del tecnico Fabio Liverani.
Esordisce in Serie A il 10 gennaio 2021 in Parma-Lazio (0-2), subentrando nella ripresa al posto di Yordan Osorio. Il 30 gennaio passa in prestito al Venezia, in Serie B. Termina la stagione – conclusa con la promozione dei lagunari in Serie A – con 12 presenze complessive. Il 31 agosto 2021 scende di categoria, accordandosi con il Bari, in C. A fine stagione la squadra vince il campionato, tornando in Serie B dopo quattro anni.
Nel corso dell'estate del 2022 subisce un intervento chirurgico al cuore per un problema di extrasistole ventricolare del cono d'efflusso destro, tornando a disposizione dopo tre settimane.
Dopo tre stagioni con la maglia del Bari, il 30 agosto 2024 passa a titolo definitivo al Cosenza.

## Statistiche

### Presenze e reti nei club
Statistiche aggiornate al 13 maggio 2025.
| Stagione        | Squadra         | Campionato      | Campionato | Campionato | Coppe nazionali | Coppe nazionali | Coppe nazionali | Coppe continentali | Coppe continentali | Coppe continentali | Altre coppe | Altre coppe | Altre coppe | Totale | Totale |
| Stagione        | Squadra         | Comp            | Pres       | Reti       | Comp            | Pres            | Reti            | Comp               | Pres               | Reti               | Comp        | Pres        | Reti        | Pres   | Reti   |
| --------------- | --------------- | --------------- | ---------- | ---------- | --------------- | --------------- | --------------- | ------------------ | ------------------ | ------------------ | ----------- | ----------- | ----------- | ------ | ------ |
| gen.-giu. 2015  | AltoVicentino   | D               | 12+1       | 0          | CI+CI-D         | -               | -               | -                  | -                  | -                  | -           | -           | -           | 13     | 0      |
| 2015-2016       | Parma           | D               | 30+2       | 1          | CI-D            | 0               | 0               | -                  | -                  | -                  | -           | -           | -           | 32     | 1      |
| 2016-2017       | Parma           | LP              | 7          | 0          | CI-LP           | 0               | 0               | -                  | -                  | -                  | -           | -           | -           | 7      | 0      |
| 2017-2018       | Pro Piacenza    | C               | 27         | 2          | CI+CI-C         | 1+1             | 0               | -                  | -                  | -                  | -           | -           | -           | 29     | 2      |
| 2018-2019       | Carrarese       | C               | 33+3       | 0          | CI+CI-C         | 1+1             | 0               | -                  | -                  | -                  | -           | -           | -           | 38     | 0      |
| 2019-2020       | Juve Stabia     | B               | 22         | 0          | CI              | -               | -               | -                  | -                  | -                  | -           | -           | -           | 22     | 0      |
| 2020-gen. 2021  | Parma           | A               | 3          | 0          | CI              | 3               | 0               | -                  | -                  | -                  | -           | -           | -           | 6      | 0      |
| Totale Parma    | Totale Parma    | Totale Parma    | 42         | 1          |                 | 3               | 0               |                    | -                  | -                  |             | -           | -           | 45     | 1      |
| gen.-giu. 2021  | Venezia         | B               | 11+1       | 0          | CI              | -               | -               | -                  | -                  | -                  | -           | -           | -           | 12     | 0      |
| 2021-2022       | Bari            | C               | 23         | 0          | CI-C            | 0               | 0               | -                  | -                  | -                  | SC-C        | 2           | 0           | 25     | 0      |
| 2022-2023       | Bari            | B               | 20+2       | 1          | CI              | 3               | 0               | -                  | -                  | -                  | -           | -           | -           | 25     | 1      |
| 2023-2024       | Bari            | B               | 32+2       | 1+1        | CI              | 1               | 0               | -                  | -                  | -                  | -           | -           | -           | 35     | 2      |
| lug.-ago. 2024  | Bari            | B               | 2          | 1          | CI              | 1               | 0               | -                  | -                  | -                  | -           | -           | -           | 3      | 1      |
| Totale Bari     | Totale Bari     | Totale Bari     | 81         | 4          |                 | 5               | 0               |                    | -                  | -                  |             | 2           | 0           | 88     | 4      |
| 2024-2025       | Cosenza         | B               | 22         | 1          | CI              | -               | -               | -                  | -                  | -                  | -           | -           | -           | 22     | 1      |
| Totale carriera | Totale carriera | Totale carriera | 255        | 8          |                 | 12              | 0               |                    | -                  | -                  |             | 2           | 0           | 269    | 8      |

## Palmarès

### Club

#### Competizioni nazionali
- Serie D: 1

Parma: 2015-2016 (Girone D)
- Serie C: 1

Bari: 2021-2022 (Girone C)